# Lambdavakuumlösung
Eine Lambdavakuumlösung ist in der Allgemeinen Relativitätstheorie eine Lösung der Einsteinschen Feldgleichungen ohne Feldstärketensor als Quelle des Gravitationsfeldes (Vakuumlösung) und unter Berücksichtigung dunkler Energie mit der kosmologischen Konstante (notiert durch den griechischen Buchstaben Lambda), genannt Lambdavakuumgleichungen. Viele bekannte Lösungen der Feldgleichungen ohne dunkle Energie lassen sich auf die Berücksichtigung von dunkler Energie verallgemeinern.

## Lambdavakuumgleichungen
Die Lambdavakuumgleichungen sind gegeben durch:
{\displaystyle G_{\mu \nu }=R_{\mu \nu }-{\frac {R}{2}}g_{\mu \nu }+\Lambda g_{\mu \nu }=0}
mit
- dem Einstein-Tensor {\displaystyle G_{\mu \nu }}
- dem Ricci-Tensor {\displaystyle R_{\mu \nu }}
- dem Ricci-Skalar {\displaystyle R}
- dem metrischen Tensor {\displaystyle g_{\mu \nu }}.

Die Kontraktion mit {\displaystyle g^{\mu \nu }} führt mit {\displaystyle R=g^{\mu \nu }R_{\mu \nu }} und {\displaystyle g^{\mu \nu }g_{\mu \nu }=4} auf:
{\displaystyle R=4\Lambda .}
Eingesetzt in die Lambdavakuumgleichungen ergibt sich die Vereinfachung:
{\displaystyle R_{\mu \nu }=\Lambda g_{\mu \nu }.}
Daraus ergibt sich die Definition und Benennung von Einsteinschen Mannigfaltigkeiten.

## Beispiele
|           | statisch                                                         | rotierend                                                 |
| --------- | ---------------------------------------------------------------- | --------------------------------------------------------- |
| ungeladen | Schwarzschild-(Anti)-De-Sitter-Metrik (kurz S(A)dS-Metrik)       | Kerr-(Anti)-De-Sitter-Metrik (kurz K(A)dS-Metrik)         |
| geladen   | Reissner-Nordström-(Anti)-De-Sitter-Metrik (kurz RN(A)dS-Metrik) | Kerr-Newman-(Anti)-De-Sitter-Metrik (kurz KN(A)dS-Metrik) |